# Поузен (Іллінойс)
Поузен (англ. Posen) — селище (англ. village) в США, в окрузі Кук штату Іллінойс. Населення — 5632 особи (2020).

## Географія
Поузен розташований за координатами 41°37′45″ пн. ш. 87°41′9″ зх. д. / 41.62917° пн. ш. 87.68583° зх. д. (41.629067, -87.685843).  За даними Бюро перепису населення США в 2010 році селище мало площу 3,03 км², уся площа — суходіл.

## Демографія
Згідно з переписом 2010 року, у селищі мешкало 5987 осіб у 1765 домогосподарствах у складі 1383 родин. Густота населення становила 1977 осіб/км².  Було 1883 помешкання (622/км²).
Расовий склад населення:
| - 57,0 % — білих - 17,3 % — чорних або афроамериканців - 0,6 % — корінних американців - 0,4 % — азіатів - 0,1 % — вихідців з тихоокеанських островів - 20,9 % — осіб інших рас |

До двох чи більше рас належало 3,7 %. Частка іспаномовних становила 53,0 % від усіх жителів.
За віковим діапазоном населення розподілялося таким чином: 31,5 % — особи молодші 18 років, 61,3 % — особи у віці 18—64 років, 7,2 % — особи у віці 65 років та старші. Медіана віку мешканця становила 30,8 року. На 100 осіб жіночої статі у селищі припадало 102,2 чоловіків;  на 100 жінок у віці від 18 років та старших — 99,1 чоловіків також старших 18 років.
Середній дохід на одне домашнє господарство  становив 52 069 доларів США (медіана — 47 310), а середній дохід на одну сім'ю — 54 980 доларів (медіана — 49 044). Медіана доходів становила 44 537 доларів для чоловіків та 24 583 долари для жінок. За межею бідності перебувало 27,1 % осіб, у тому числі 36,7 % дітей у віці до 18 років та 37,3 % осіб у віці 65 років та старших.
Цивільне працевлаштоване населення становило 2169 осіб. Основні галузі зайнятості: будівництво — 24,8 %, роздрібна торгівля — 17,3 %, виробництво — 12,6 %, освіта, охорона здоров'я та соціальна допомога — 9,7 %.